# Sisyromyia thomsoni
Sisyromyia thomsoni är en tvåvingeart som beskrevs av Neal L. Evenhuis och Greathead 1999. Sisyromyia thomsoni ingår i släktet Sisyromyia och familjen svävflugor. Inga underarter finns listade i Catalogue of Life.